# صامويل تشيغوزي أونونيوو
صامويل تشيغوزي أونونيوو (بالفرنسية: Samuel Chigozie Ononiwu)‏ (ولد في 10 فبراير 1997 في كانو، نيجيريا) لاعب كرة قدم نيجيري يجيد اللعب في مركز المهاجم وبدرجة أقل الجناح الأيمن. يلعب حاليا لصالح أم الحصم البحريني منذ 2023.